# 勇次
「勇次」（ゆうじ）は、日本のシンガーソングライターである長渕剛の14枚目のシングル曲。
1985年7月22日に東芝EMIのエキスプレスレーベルからリリースされた。作詞・作曲およびプロデュースは長渕、編曲は瀬尾一三および長渕剛&The Band of Spiritsが担当している。
長渕の曲としては「順子」（1980年）以来の人名をタイトルにした作品であり、青春時代の友人を想起したミディアムテンポのフォークロックナンバーとなっている。オリコンチャートでは最高位29位となった。後年に至るまでほぼ全てのライブで演奏されている定番曲である。
オリジナル・アルバム『HUNGRY』（1985年）からの先行シングル。それ以降では、ベスト・アルバム『いつかの少年』（1994年）、『SINGLES Vol.2 (1983〜1988)』（1997年）、『Tsuyoshi Nagabuchi All Time Best 2014 傷つき打ちのめされても、長渕剛。』（2014年）に収録されている。

## 音楽性
「勇次」という架空の友人との思い出を語った曲。当時の長渕はロックバンドを意識した活動を行っていたが、この曲では自身の原点であるフォークソングのニュアンスが強く出ている。そのためか、後のほとんどのライヴで欠かさずに演奏されている。
「順子」（1980年）に続く人名をタイトルに冠した曲である。これは、長渕自身が人名をタイトルにすることを好んでいるためである。
歌詞中に、「ガソリンスタンドの自動販売機で缶ビールを開け」とあるが、ガソリンスタンドではアルコール飲料の自動販売機は設置されていない。このことを指摘された時、長渕は普通自動車免許を取得していなかった（普通自動二輪免許は所持していた）。
音楽情報サイト『CDジャーナル』では、「長渕剛の代表曲のひとつ。青春をともに過ごした友人のことを思い起こすミディアム・ナンバーで、特に男性ファンを中心に人気が高い」、「大人を気取りながらも、その本音と建て前の世界になじめないまま人生へのゴールへ向かって駆け抜けようとした勇次との青春時代への回帰を歌う」と表記されている。

## リリース
1985年7月22日に東芝EMIのエキスプレスレーベルよりリリースされた。
アルバム『HUNGRY』（1985年）の先行シングルとなった。
B面曲の「LONG LONG TIME AGO」は、アルバム未収録曲となった。またライブで演奏されることはあまりなかったがJAPAN92の東京ドームライブや大阪城ホールライブにて演奏された。

## 批評
| 専門評論家によるレビュー | 専門評論家によるレビュー |
| レビュー・スコア         | レビュー・スコア         |
| 出典                     | 評価                     |
| ------------------------ | ------------------------ |
| CDジャーナル             | 肯定的                   |

音楽情報サイト『CDジャーナル』では、「デビュー当初とは明らかに異なるアクの強い個性的な歌いまわしを堪能できる」、「ギラギラとした野心がみなぎるも、どこか安らぎを感じるフォーキーなバンド曲」と評されている。

## チャート成績
オリコンチャートでは最高位29位、登場回数9回となり、売り上げ枚数は4.4万枚となった。

## 受容
「勇次」という名前は、後に長渕本人が主演したTBS系テレビドラマ『親子ジグザグ』（1987年）の「下別府勇次」や映画『オルゴール』（1989年）の「神崎勇次」など主人公の名前として使用された。また、『オルゴール』の原型となったTBS系テレビドラマ『とんぼ』（1988年）における主人公の役名「小川英二」からも、後に「英二」というタイトルで曲が作られている（1997年、『ふざけんじゃねぇ』収録）。
元日本ハム・飯山裕志内野手のホームゲームで打席に入る時にこの楽曲が使用されていた（2009年まで、2012年から引退年の2017年まで）。曲に合わせてファンが熱く合唱するため打席に入るタイミングを考慮している。なお、サビの♪勇次あの時の空を忘れちゃいないかい、「勇次（＝裕志）」でコールし、♪エネルギッシュなお前が欲しい～と歌いきるのが定番となっていた。なお、プレーのために途中で場内に音楽が流れなくなっても最後まで歌いきる。応援団は歌い終わるのを待ってから音頭を取っている。飯山は引退セレモニーの当日にも同曲を登場曲として使用した。また、飯山と長渕は同じ鹿児島県出身という共通点もある。飯山以外では、元楽天・鷹野史寿外野手も2004年の近鉄時代に使用していた。

## ミュージック・ビデオ
前作に続き、PVが制作されている。内容は、ビデオ『HUNGRY』の映像の抜粋によるもので、廃墟のようなライブハウスで歌う長渕と、砂漠に佇む長渕とで構成されている。

## ライブ・パフォーマンス
本曲でのテレビ出演は、1985年7月31日にフジテレビ系音楽番組『夜のヒットスタジオDELUXE』（1985年 - 1989年）に出演した他、日本テレビ系音楽番組『歌のトップテン』（1986年 - 1990年）に出演した。
ライブでは歌詞中の「撃鉄が落とされ」の後に、聴衆がクラッカー等で音を鳴らすのが定番となっている。
リリース以来、ほぼ全てのライブにて演奏されており、ライブでの演奏率は1位となっている。

## シングル収録曲
| 全作詞・作曲: 長渕剛。 |                        |           |            |                                        |      |
| #                      | タイトル               | 作詞      | 作曲・編曲 | 編曲                                   | 時間 |
| 1.                     | 「勇次」               | 長渕剛    | 長渕剛     | 瀬尾一三、長渕剛&The Band of Spirits   | 5:16 |
| 2.                     | 「LONG LONG TIME AGO」 | 長渕剛    | 長渕剛     | 笛吹利明／コーラス・アレンジ: 浜田良美 | 5:00 |
| 合計時間:              | 合計時間:              | 合計時間: | 10:16      |                                        |      |

## 収録作品
スタジオ音源
- 『HUNGRY』（1985年）
- 『いつかの少年』（1994年）
- 『SINGLES Vol.2 (1983〜1988)』（1997年）
- 『Tsuyoshi Nagabuchi All Time Best 2014 傷つき打ちのめされても、長渕剛。』（2014年）

ライブ音源
- シングル「ろくなもんじゃねえ」B面（1987年） - 「勇次（1987 1.12日本武道館ライヴ・ヴァージョン）」のタイトルで、1987年1月12日の日本武道館公演から収録。
- 『長渕剛LIVE'89』（1990年） - 1989年7月13日、7月14日の横浜アリーナ公演から収録。
- 『長渕剛 ALL NIGHT LIVE IN 桜島 04.8.21』（2004年） - 2004年8月21日の桜島特設会場公演から収録。
- 『富士山麓 ALL NIGHT LIVE 2015』（2016年） - 2015年8月22日の富士山麓ふもとっぱら特設会場公演から収録。

ライブ映像
- 『HUNGRY TOUR 1986.1.22 THE 4DAYS LIVE』（1986年）
- 『明日へ向かって 1985-1986 長渕剛の記憶』（1986年）
- 『LICENSE』（1988年）
- 『LIVE'92 "JAPAN" IN TOKYO DOME』（1992年）
- 『Keep On Fighting LIVE 2003 夏』（2003年）
- 『SAKURAJIMA』（2004年）
- 『2007 TSUYOSHI NAGABUCHI ARENA TOUR "COME ON STAND UP!"』（2008年）
- 『30th Anniversary BOX from TSUYOSHI NAGABUCHI PREMIUM』（2010年）
- 『LIVE at YOYOGI NATIONAL STADIUM ARENA TOUR 2010 - 2011 "TRY AGAIN"』（2011年）
- 『富士山麓 ALL NIGHT LIVE 2015』（2016年）